# Тутуха
Тутуха (1237 — 1297) — військовий діяч часів династії Юань.

## Життєпис
Походив зі знатного кипчацького роду  зплемені східних ольберлі. Його дідом був Хулусумань, родич Каїр-хана. Син Балтучака (Бандучара, Батучі), вірного військовика кагана Мунке. Розпочав службу під орудою батька, відзначившись 1253 року у поході на державу Далі. Отримав титул карабагатур і посаду шанфана (відповідав за особисті стада коней кагана та підвіз чорного кумису до двору).
У 1260—1261 і 1263—1264 роках відзначився у кампаніях проти кагана Ариг-буги. 1277 року виступив проти Ширегі (сина кагана Мунке) і Токто-Теміра, що повстали проти Хубілая. В місцині Нарах-була завдав Ширегі рішучої поразки. 1278 року переміг іншого повстанця Чжиерхатая. Невдовзі у битві на Орхоні здолав Токто-Теміра. У 1278—1279 роках боровся проти Ширегі, що знову зібрав війська. Тутуха завдав тому остаточної поразки, придушивши виступи інших противників Хубілая.
1282 року призначається старшим помічником голови Відомства імператорського конюшого. 1283 року очолив кипчаків, що стали частиною імператорської гвардії. 1285 року призначається помічником голови Головної військової ради. 1286 року очолив новостворену кипчацьку імператорську гвардію. Того ж року відзначився у війні проти чагатайського хана Хайду. 1287 року Тутуха звитяжив при придушенні заколоту Наяна, а потім Утягая. У 1288—1289 року придушив повстання на півночі (в сучасній Маньчжурії).
У 1290—1292 роках фактично очолював війська у поході проти Хайду. 1293 року підкорив єнісейських киргизів, що повстали. Того ж року призначається очільником особистої імператорської гвардії. У 1296 році здійснив черговий похід проти Хайду з метою оборони кордонів. Помер 1297 року, посмертно отримавши від імператора Оладжейту-Темура титул гун.